# Cristianismo y Revolución
Cristianismo y Revolución (с исп. — «Христианство и Революция») — левый религиозно-политический журнал христианско-социалистического толка, издававшийся в Буэнос-Айресе с сентября 1966 по сентябрь 1971 года.
Основан семинаристом Хуаном Гарсиа Элоррио и его женой Касьяной Аумада. Секретарём редакции был Хорхе Луис Бернетти. С журналом сотрудничали латиноамериканские писатели и мыслители, политические и профсоюзные деятели Эдуардо Галеано, Джон Уильям Кук, Мигель Гринберг, Раймундо Онгаро, Пепе Эльяшев, Рубен Дри, Эмилио Хауреги, Мигель Рамондетти, Нунсио Аверса и др.